# Hrabstwo Sibley
Hrabstwo Sibley (ang. Sibley County) – hrabstwo w stanie Minnesota w Stanach Zjednoczonych. Hrabstwo zajmuje powierzchnię 1555 km². Według szacunków United States Census Bureau w roku 2010 liczyło 15 226 mieszkańców. Siedzibą administracyjną hrabstwa jest Gaylord.

## Miasta
- Arlington
- Gaylord
- Gibbon
- Green Isle
- Henderson
- New Auburn
- Winthrop